# Jason Butler Harner
Jason Thomas Butler Harner (ur. 9 października 1970 w Elmira) – amerykański aktor. Odtwórca roli agenta FBI Roya Petty’ego w serialu Netflix Ozark (2017–2018).

## Życiorys
Urodził się w Elmira w stanie Nowy Jork. Jego rodzina miała pochodzenie angielskiego, walijskiego, szkockiego, niemieckiego, francuskiego i holenderskiego. W 1988 ukończył Thomas Chambliss Williams High School w Alexandrii w stanie Wirginia, gdzie był prezesem klubu teatralnego i większość czasu spędzał na budowaniu scenografii. Pracował jako recepcjonista w Hilton Worldwide i jako telefonista na statku wycieczkowym Spirit, zanim zapisała się na program teatralny. W 1990 wziął udział w przedstawieniu A.R. Gurneya Co zrobiłem zeszłego lata w Shafer Street Theatre w Richmond. W 1992 uzyskał tytuł licencjata sztuk pięknych w dziedzinie aktorstwa w Virginia Commonwealth University. W 1997 ukończył Tisch School of the Arts na Uniwersytecie Nowojorskim, uzyskując tytuł magistra sztuk pięknych w dziedzinie aktorstwa. 
Występował w produkcjach off-Broadwayowskch, w tym Henryk VIII Williama Shakespeare’a (1997) jako dworzanin Sir Henry Guildford, paź, Podwiązka i król armii, Makbet (1999) w roli Donalbaina i mordercy czy Juno i Paw Seána O’Caseya (2000) jako Johnny Boyle. W 2006 zadebiutował na Broadwayu w roli Iwana Turgieniewa w spektaklu Wybrzeże Utopii autorstwa Toma Stopparda. W 2016 odniósł sukces w roli purytańskiego pastora Samuela Parrisa w broadwayowskim przedstawieniu  Arthura Millera Czarownice z Salem. 

## Filmografia

### Filmy
- 2006: Dobry agent jako oficer łączności Teletype
- 2007: Next jako Jeff Baines
- 2008: Oszukana jako Gordon Stewart Northcott
- 2009: Metro strachu jako Pan Thomas
- 2010: Chłopak do towarzystwa jako Otto Bellman
- 2011: Zabić Irlandczyka jako artysta „Snep” Sneperger
- 2014: Non-Stop jako Kyle Rice
- 2015: Haker jako George Reinker

### Seriale
- 2000: Guiding Light jako pomoc pałacowa
- 2002: Prawo i porządek jako Bernard Noah
- 2002: Prawo i porządek: Zbrodniczy zamiar jako Bob
- 2004: Hope i Faith jako Ronnie Fuller
- 2006: Prawo i porządek: sekcja specjalna jako Greg Hartley
- 2006: Podkomisarz Brenda Johnson jako Sammy Rawley
- 2008: John Adams jako Oliver Wolcott Jr.
- 2008: Pod osłoną nocy jako Lance
- 2008: Fringe: Na granicy światów jako Steig Brothers
- 2009: Żona idealna jako William Ericcson
- 2009: Prawo i porządek jako Nathan Reese
- 2010: CSI: Kryminalne zagadki Las Vegas jako Daniel Moore
- 2012: Alcatraz jako zastępca naczelnika E.B. Rumpel
- 2012: Newsroom jako Lewis
- 2013: Homeland jako Paul Franklin
- 2013: Betrayal jako Zarek
- 2014: Czarna lista jako Walter Gary Martin
- 2015: Skandal jako Ian McLeod
- 2015: Ray Donovan jako Varick Strauss
- 2017: Elementary jako Ballard Clifton
- 2017–2018: Ozark jako agent specjalny FBI Roy Petty
- 2020: NeXt jako Ted LeBlanc
- 2022: Żywe trupy jako Toby Carlson
- 2022: Opowieść podręcznej jako dowódca MacKenzie